# Flugplatz Augsburg-Haunstetten

i7
i11
i13
Der erste Flugplatz Augsburg entstand während des Ersten Weltkriegs südlich der Innenstadt, zunächst als Werksflugplatz der Luftfahrtindustrie. In der Zwischenkriegszeit diente er später als Verkehrsflughafen Augsburgs und nach dem Zweiten Weltkrieg wurde er für knapp zwei Jahrzehnte von der United States Army betrieben. Nach Abzug des Militärs Anfang der 1960er Jahre wurde er noch einige Jahre zivil genutzt. Im Jahr 1968 wurde er durch den heutigen Flugplatz Augsburg ersetzt und das Flugfeld größtenteils überbaut.

## Geschichte
Der erste Flugplatz in Augsburg entstand ab dem 25. November 1916 mit dem Bau von drei Fabrikationshallen durch die „Bayerische Rumpler-Werke AG“, einer Tochterfirma der Berliner Rumpler Flugzeugwerke GmbH. Die Stadt erwarb zur Ansiedlung dieses Unternehmens ein an der Haunstetter Straße südlich der Innenstadt gelegenes Gebiet, das Rumpler überlassen wurde. Am 1. Juli 1917 startete die erste Rumpler C 1 vom Flugplatz. Nach dem Ersten Weltkrieg wurde auf dem Gelände Zivilflugverkehr abgewickelt. Das Unternehmen Rumpler Luftverkehr transportierte Passagiere und Postsäcke auf der innerdeutschen Strecke Augsburg–München–Fürth/Nürnberg–Leipzig–Berlin hin und zurück. Am 13. März 1919 kam die erste Maschine in Augsburg an. Der Tag markiert den Beginn der Zivilluftfahrt in Bayern. Ab 1922 geriet das Unternehmen unter Konkurrenzdruck und musste 1923 fusionieren.
Das inzwischen entstandene neue Unternehmen Bayerische Flugzeugwerke AG (BFW) erwarb am 30. Juli 1926 die Hallen der früheren Rumpler-Werke. Vom Werkflugplatz starteten nun die produzierten Udet U 12-Flugzeuge. Unter dem nach Augsburg gekommenen Willy Messerschmitt wurden bis zum Jahr 1934 zivile Flugzeuge hergestellt. In der Zeit danach baute die BFW dann mehr und mehr Militärflugzeuge. Die 1938 aus der BFW hervorgegangene Messerschmitt AG bezog ihre Aufträge aus der Rüstungsproduktion. Vom Werksflugplatz aus wurden Erstflüge für neu entwickelte Typen durchgeführt, unter anderem vom Testpiloten Fritz Wendel.
Am Nachmittag des 10. Mai 1941 startete Rudolf Heß, seinerzeit Stellvertreter des Führers, mit einer auf Langstrecken modifizierten Messerschmitt Bf 110 vom Werksflugplatz in Richtung Großbritannien auf eine nach Eigendefinition "Mission im Dienste der Menschheit". Heß erreichte Großbritannien, sprang mit einem Fallschirm aus seinem Flugzeug und landete südlich von Glasgow. Heß wurde von einem Landwirt gefunden und geriet in britische Gefangenschaft. Dies sorgte im Reich, sowohl in der Führungsriege als auch in der Bevölkerung, für hohes Aufsehen. Daraufhin verbreitete sich unter der deutschen Bevölkerung die Witzelei "Brauner Wellensittich entflogen. Abzugeben Reichskanzlei."
Der seinerzeitige Augsburger Flugplatz war als Verkehrsflughafen wenig ausgeprägt und besaß keine Rollbahnen, er war ein reiner Wiesenflugplatz. Er wurde im Zweiten Weltkrieg wegen der Messerschmitt-Werke ein bevorzugtes Ziel alliierter Bomber. 1945 wurde durch die United States Army Air Forces (USAAF) ein Behelfsflugplatz unter der Bezeichnung Advanced Landing Ground ALG R-84 Augsburg in Betrieb genommen, später auch Haunstetten Airfield genannt, und bis 1963 militärisch genutzt. Die Amerikaner gestatteten allerdings ab 1952 im Südteil den Deutschen den Segelflug und ließen 1955 auch die Benutzung durch Motorflugzeuge zu.
Ende der 1950er Jahre kamen Überlegungen auf, das Areal in die künftige Stadtentwicklung einzubeziehen. Im Herbst 1963 verlegten die Amerikaner ihre auf dem Flugplatz stationierten rund 25 Maschinen auf den Flugplatz Gersthofen-Gablingen. Das staatliche Pachtverhältnis lief zum 30. April 1964 ab und Augsburg konnte wieder über die Flächen verfügen.
Am 21. Juli 1968 endete mit dem Abheben des letzten Flugzeugs der Flugbetrieb auf dem nunmehrigen „Alten Flugplatz“.

## Heutige Nutzung
Die Firma Messerschmitt verblieb an diesem Standort und firmiert heute als Premium Aerotec GmbH.
Auf einem weiteren Teil des großen Geländes wurden ab 1972 zunächst Trakte für die Universität Augsburg erbaut. Weiter entstand ein Wohn- und Gewerbegebiet. Seit 1979 wird der neu entstandene Stadtteil als Universitätsviertel bezeichnet.